# Aéroport international général Roberto Fierro Villalobos
Pour les articles homonymes, voir CUU.
L'Aéroport international général Roberto Fierro Villalobos ou  Aéroport international de Chihuahua (code IATA : CUU • code OACI : MMCU • code DGAC M. : CUU), est un aéroport international, localisé à 13 kilomètres de la ville de Chihuahua, dans l'État du Chihuahua, au Mexique. Il comprend le trafic national et international. Il est l'aéroport avec la majeure quantité de passagers et d'opérations dans l'État du Chihuahua. Il a une capacité de 40 opérations et 450 passagers par heure.

## Situation
| \| 500 km1:6 468 000 \| Acapulco Aguascalientes Huatulco Campeche Cancún Chetumal Chihuahua Ciudad · del Carmen Ciudad Juárez Ciudad · Obregón Ciudad · Victoria Colima Cozumel Culiacán Guanajuato Durango Guadalajara Hermosillo Ixtapa · Zihuatanejo La Paz San José · del Cabo Los Mochis Matamoros Mazatlán Mérida Mexicali Mexico B.J. Mexico F.A. Minatitlán Monterrey Morelia Nuevo · Laredo Oaxaca Playa · de Oro Puebla Puerto · Escondido Puerto · Vallarta Querétaro Reynosa San Luis · Potosí Tampico Tapachula Tepic Tijuana Tulum Toluca Torreón Tuxtla Gutiérrez Uruapan Veracruz Villahermosa Zacatecas |
| 500 km1:6 468 000 |

## Information
En 2014, Chihuahua a reçu 961 538 passagers, et en 2015, 1 110 513, selon des données publiées par le Groupe aéroportuaire Centre Nord.
L'aéroport compte sept positions dans la plate-forme d'aviation commerciale et compte deux plates-formes d'aviation générale dénommées nord et sud, outre une plate-forme pour le terminal de fret, avec la capacité opérationnelle pour recevoir un DC-8.
Il fonctionne aussi comme siège de la Base Áerea Ne.13 de la Force aérienne mexicaine. L'aéroport a été nommé en l'honneur de Roberto Fierro Villalobos, un pilote de la Force aérienne mexicaine pendant la Révolution mexicaine qui était originaire de cet État.

## Compagnies aériennes et destinations
| Compagnies         | Destinations |
| ------------------ | --- |
| Aeroméxico         | Mexico-B. Juárez |
| Aeroméxico Connect | Mexico-B. Juárez, Monterrey-M. Escobedo En saison : Tijuana-A. L. Rodríguez |
| Aero Pacífico      | Los Mochis |
| American Eagle     | Dallas-Fort Worth, Phoenix-Sky Harbor |
| Calafia Airlines   | La Paz-El Alto, Los Mochis |
| Interjet           | Mexico-B. Juárez |
| Magni              | Monterrey-M. Escobedo En saison : Cancún, Mazatlán, Puerto Vallarta |
| TAR                | Ciudad Juárez-A. González, Culiacán, Durango, Hermosillo, Mazatlán, Mexicali-Taboada, Monterrey-M. Escobedo, Querétaro                                                                                    |
| United Express     | Houston-George Bush |
| VivaAerobus        | Cancún, Guadalajara-M. Hidalgo y Costilla, Mexico-B. Juárez, Monterrey-M. Escobedo En saison : Culiacán                                                                                                   |
| Volaris            | Albuquerque, Ciudad Juárez-A. González, Denver, Guadalajara-M. Hidalgo y Costilla, Hermosillo, Mérida C. Rejón, Mexicali-Taboada, Mexico-B. Juárez, Querétaro, Tijuana-A. L. Rodríguez En saison : Cancún |

Édité le 18/06/2019

## Statistiques

### En graphique
Le graphique qui aurait dû être présenté ici ne peut pas être affiché car il utilise l'ancienne extension Graph, désactivée pour des questions de sécurité. Des indications pour créer un nouveau graphique avec la nouvelle extension Chart sont disponibles ici.

Voir la requête brute et les sources sur Wikidata.

### Routes les plus empruntées

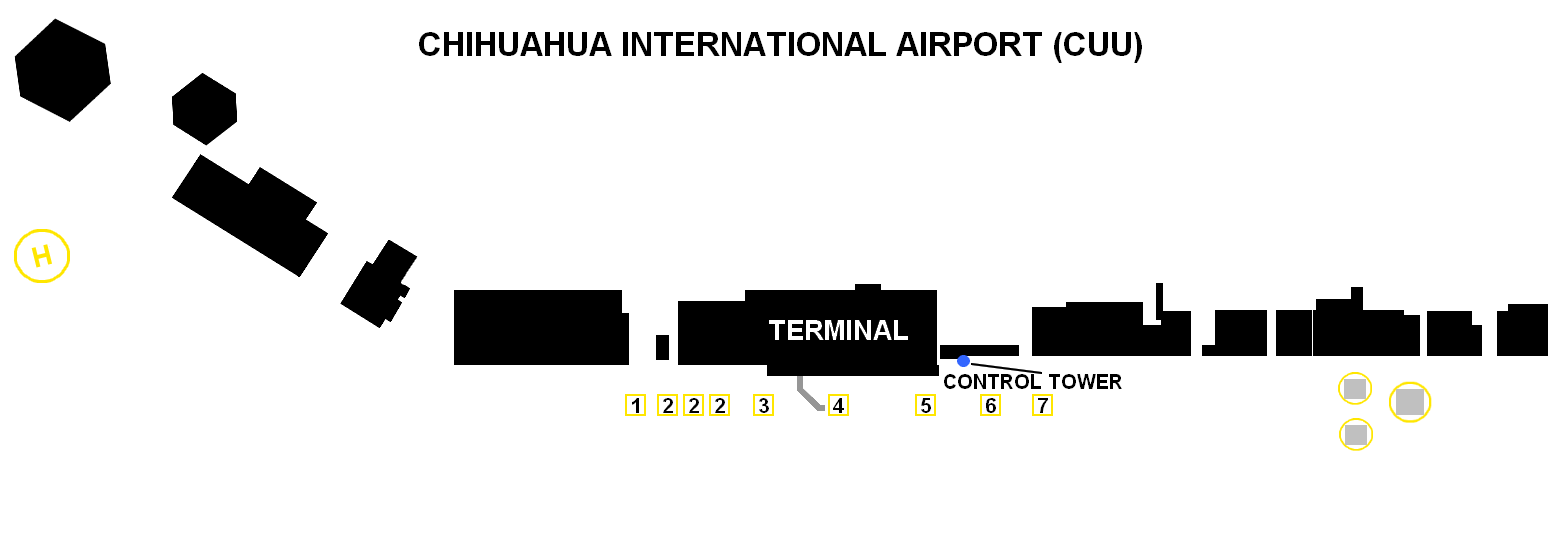
Carte du Terminal.

| Nombre | Ville                     | Passagers | Classement    | Compagnie aérienne                                |
| ------ | ------------------------- | --------- | ------------- | ------------------------------------------------- |
| 1      | Mexico, DF                | 319 771   | en stagnation | Aeroméxico, Aeroméxico Connect, Interjet, Volaris |
| 2      | Monterrey, Nuevo León     | 92 962    | en stagnation | Aeroméxico Connect, TAR, Viva Aerobus, Volaris    |
| 3      | Guadalajara, Jalisco      | 33 900    | en stagnation | Aeroméxico Connect, Volaris                       |
| 4      | Ville Juárez, Chihuahua   | 18 829    | 1             | Aeroméxico Connect, TAR                           |
| 5      | Hermosillo, Sonore        | 16 008    | 1             | Aeroméxico Connect, TAR                           |
| 6      | Torreón, Coahuila         | 11 669    | 1             | Aeroméxico Connect                                |
| 7      | Tijuana, Basse Californie | 8 579     | 1             | Aeroméxico Connect, Volaris                       |
| 8      | Cancun, Quintana Roo      | 6 417     | 2             | Magnicharters, Volaris                            |
| 9      | Mazatlán, Sinaloa         | 2 689     | en stagnation | Aérien Calafia, Magnicharters, TAR                |
| 10     | Culiacán, Sinaloa         | 2 058     |               | TAR                                               |

## Accidents et incidents
- Vol 230 d'Aeroméxico : le 27 juillet 1981, un DC-9 d'Aeroméxico Yucatán en provenance de Monterrey et à destination de Hermosillo et Tijuana a fait une escale à Chihuahua, est sorti de la piste en raison des vents forts, ce qui a causé la mort de 30 des 66 passagers à bord[3].

## Aéroports proches
- Aéroport international El Paso (347 km)
- Aéroport international Abraham González (352 km)
- Aéroport international de Ciudad Obregón (407 km)
- Aéroport international Francisco Sarabia (430 km)
- Aéroport McClellan-Palomar (436 km)